# 08/15 s'en va-t-en-guerre
Série
08/15
(1954) 08/15 Go Home
(1955)
Pour plus de détails, voir Fiche technique et Distribution.
08/15 s'en va-t-en-guerre (titre original : 08/15 Zweiter Teil) est un film allemand réalisé par Paul May, sorti en 1955.
Il s'agit de la suite de 08/15, adapté du roman de Hans Hellmut Kirst.

## Synopsis
Le front de l'est. Wedelmann, le sympathique chef de la batterie d'artillerie, est remplacé par le capitaine Witterer, un carriériste. Vierbein, qui est encore un jeune homme doux et rêveur, est un excellent soldat, il peut prétendre à la Croix de fer. Le lieutenant-colonel von Plönnies lui propose une mission spéciale en Allemagne. Il devra aller chercher les nouvelles armes que l'officier a commandés. Le lieutenant Schulz, à qui on a refusé la permission de quitter la caserne et joindre le front, est ravi de voir Vierbein. Quand il apprend les faveurs accordés à Vierbein, il devient jaloux et va lui mettre des bâtons dans les roues. 
Grâce à l'aide du lieutenant-colonel qui réprimande Schulz au téléphone, Vierbein peut partir accomplir sa mission. Il rend visite à la triste Lore Schulz, pour qui il joue du piano, car il préfère jouer que tirer. De retour au front, Vierbein devient le souffre-douleur de Witterer. Lors d'une attaque de chars, il s'enfuit dans un trou, par-dessus lequel passe un char russe, il se retrouve enterré vivant. Asch et Kowalski viennent voir sa fiancée Ingrid, la sœur d'Asch, pour lui annoncer sa mort et lui donner une lettre pacifiste que lit Asch. 
En fond, on entend Der gute Kamerad.

## Fiche technique
- Titre : 08/15 s'en va-t-en-guerre
- Titre original : 08/15 Zweiter Teil
- Réalisation : Paul May, assisté d'Otto Meyer
- Scénario : Ernst von Salomon
- Musique : Rolf Wilhelm
- Direction artistique : Toni Bichl, Fritz Mögle
- Costumes : Claudia Hahne-Herberg
- Photographie : Georg Krause
- Son : Bruno Suckau
- Montage : Walter Boos (de)
- Production : Ilse Kubaschewski, Walter Traut
- Sociétés de production : Divina-Film
- Société de distribution : Gloria Filmverleih
- Pays d'origine :  Allemagne de l'Ouest
- Langue : allemand
- Format : Noir et blanc - 1,66:1 - Mono - 35 mm
- Genre : drame, Film de guerre
- Durée : 110 minutes
- Dates de sortie :
  - Allemagne de l'Ouest : 12 août 1955.
  - Finlande : 28 octobre 1955.
  - Belgique : 13 janvier 1956.
  - Suède : 13 février 1956.
  - France : 15 février 1956[1].
  - Pays-Bas : 11 novembre 1956.

## Distribution
- Paul Bösiger : Le sous-officier Johannes ("Hannes") Vierbein
- O. E. Hasse : Le lieutenant-colonel von Plönnies
- Rolf Kutschera : Le Hauptmann Witterer
- Emmerich Schrenk : L'oberleutnant Fritz Schulz
- Rainer Penkert : L'oberleutnant Wedelmann
- Joachim Fuchsberger : Le premier sergent Herbert Asch
- Hans Christian Blech : Le premier sergent Platzek
- Peter Carsten : Le stabsgefreiter Kowalski
- Gundula Korte : Ingrid Asch
- Walter Klock : Le père Asch
- Ellen Schwiers : Natascha
- Helen Vita : Lore Schulz
- Gitta Lind : Charlotte
- Erica Beer : Viola
- Ulla Melchinger : Lisa
- Otto Bolesch : Le sous-officier de l'Abwehr
- Armin Dahlen : Le major de l'infanterie
- Mario Adorf : Le gefreiter Wagner
- Hans Elwenspoek : Le premier sergent Werktreu
- Kalle Kirjavainen : Le major de la Geheime Feldpolizei
- Klaus Pohl : Winziger
- Eva-Ingeborg Scholz : Elisabeth Freitag
- Manfred Schuster : Le sous-officier Krause
- Erro Wacker : Un adjudant

## Source de traduction
- (de) Cet article est partiellement ou en totalité issu de l’article de Wikipédia en allemand intitulé « 08/15 Zweiter Teil » (voir la liste des auteurs).